# Mozilla Camino
Camino (spanisch camino [kaˈmino] „Weg“) ist ein Mozilla-basierter Webbrowser für Mac OS X. Die Entwicklung wurde 2013 eingestellt.

## Name
Der Browser war vormals unter dem Namen Chimera bekannt, wurde jedoch am 3. März 2003 aufgrund von Rechtsstreitigkeiten umbenannt und wird seit 31. Mai 2013 nicht mehr weiter entwickelt. Wegen seiner Wurzeln in der griechischen Mythologie war Chimera eine populäre Namenswahl für hypermediale Systeme. Neben einem System, das die UCI unter diesem Namen entwickelt hatte, war Chimera auch der Name eines der ersten grafischen Webbrowser überhaupt. Bei der Wahl des Namens Camino orientierte man sich, wie bei Mozillas anderen Projektnamen, an alten amerikanischen Autos. Die Namen Firebird (mittlerweile Firefox genannt) und Sunbird gehen zurück auf Modelle der Marke Pontiac – Thunderbird ist ein Modell der Ford Motor Company, das 2004 neu aufgelegt wurde. Der Name Camino ist demnach in Anlehnung an den El Camino von Chevrolet entstanden.

## Merkmale
Das sonst gebräuchliche XUL-Interface, welches sowohl in der Firefox als auch in der Mozilla Application Suite bzw. in deren Nachfolger SeaMonkey zum Einsatz kommt, wurde bei Camino durch ein natives Cocoa-Interface ersetzt. Dadurch wird unter anderem ermöglicht, dass ein Klick auf den grünen „+“-Schalter des Dokumentfensters das Dokumentfenster nicht „maximiert“, also nicht über die gesamte Bildschirmfläche streckt, sondern auf die optimale Größe für das jeweilige angezeigte Dokument einstellt. Camino ist wie Firefox ausschließlich ein Browser. Komponenten wie Mail oder Composer aus der Application Suite sind nicht enthalten.
Nach langer Entwicklungsphase von Camino wurde die finale Version 1.5 am 5. Juni 2007 offiziell freigegeben. Der Browser wurde vom Camino Project, einer Communityorganisation, entwickelt.

## Funktionen und Besonderheiten
Camino benutzt, ebenso wie Firefox oder Mozilla/SeaMonkey, die Gecko Rendering Engine, ein programmübergreifendes Modul zur Darstellung von HTML-Seiten, und die XML-basierte Beschreibungssprache XUL (aber nicht zur Gestaltung der grafischen Benutzeroberfläche). Camino unterstützt im Gegensatz zu Firefox auch viele systemeigene Techniken von Mac OS X, wie etwa den Schlüsselbund, Bonjour, Spotlight oder das Adressbuch. Camino ist ein reines Mac-OS-X-Cocoa-Programm und nicht wie Firefox für mehrere Plattformen verfügbar. Ab der Version 1.0.2 ist Camino als Universal Binary verfügbar. Viele Eigenschaften von Firefox sind auch in Camino wiederzufinden, etwa der Pop-Up Blocker, Tabbed-Browsing oder die Google-Suchleiste. Weitere Suchmaschinen sind mit einem Menübefehl konfigurierbar. Des Weiteren enthält Camino einen Blocker für Werbebanner und einen Downloadmanager. Erweiterungen, wie sie für Firefox zahlreich vorhanden sind, gibt es für Camino hingegen wenige.

## Ende der Entwicklung
Am 30. Mai 2013 wurde im Entwicklerblog mitgeteilt, dass die Weiterentwicklung eingestellt wurde. Als Grund wird angegeben, dass die Entwicklung mit der Geschwindigkeit im Web nicht mithalten könne und es daher nunmehr unsicher sei, den Browser zu verwenden. Die Entwickler empfehlen allen Benutzern auf aktuellere Browser (genannt werden Chrome, Firefox und Apple Safari) umzusteigen.
Eine mögliche Alternative auf PowerPC-basierten Macs mit Mac OS X Tiger (10.4, 2005) und Leopard (10.5, 2007) ist TenFourFox, eine PowerPC-Variante von Mozilla Firefox. Auf den Intel-Versionen von Mac OS X gibt es leider keine Alternative, da alle aktuellen Browser neuere Versionen von OS X bzw. macOS voraussetzen.

## Kompatibilität
| Betriebssystem       | Betriebssystem             | Camino-Version | Gecko-Version |
| -------------------- | -------------------------- | -------------- | ------------- |
| Mac OS X             | 10.1 „Puma“                | 0.8.5          | 1.7.6         |
| Mac OS X             | 10.2 „Jaguar“              | 1.0.6          | 1.8.0.13      |
| Mac OS X             | Panther, 10.3.0 bis 10.3.8 | 1.5.5          | 1.8.1.12      |
| Mac OS X             | Panther, 10.3.9            | 1.6.11         | 1.8.1.24      |
| Mac OS X             | Tiger (10.4) und neuer     | 2.1.2          | 1.9.2.28      |
| Legende:Alte Version |                            |                |               |